# Evilard
Evilard (deutsch Leubringen) ist eine Einwohnergemeinde im Schweizer Kanton Bern. Die mehrheitlich deutschsprachige Ortschaft Magglingen (französisch Macolin) gehört ebenfalls zur Gemeinde. Evilard liegt im Verwaltungskreis Biel/Bienne.

## Geographie
Evilard liegt auf 697 m ü. M., 1 km nördlich der Bezirkshauptstadt Biel (Luftlinie). Das Dorf erstreckt sich in einer Rodungsinsel am Südosthang der vordersten Jurakette, rund 300 m über der Stadt Biel. Bei klarem Wetter bietet sich von Evilard eine schöne Aussicht auf das Schweizer Mittelland und auf die Alpen vom Mont Blanc bis in die Region von Glärnisch und Alpstein.
Die Fläche des 3,7 km² grossen Gemeindegebiets erstreckt sich auf der Höhe der Antiklinale des Magglingerbergs. Sie umfasst die Rodungsinsel von Evilard, die vom Malewagwald (bis 765 m ü. M., französisch Malvaux) umgeben ist. Nach Südwesten reicht das Gebiet in einem schmalen Streifen über die Rodungsinsel von Magglingen bis auf die Höhe des Magglingerbergs, auf dem sich mit 1070 m ü. M. der höchste Punkt von Evilard befindet. Von der Gemeindefläche entfielen 1997 29 % auf Siedlungen, 40 % auf Wald und Gehölze, 30 % auf Landwirtschaft, und etwas weniger als 1 % war unproduktives Land.
Zu Evilard gehört der Ort Magglingen (französisch Macolin), der auf 875 m ü. M. am oberen Südosthang des Magglingerbergs liegt. Nachbargemeinden von Evilard sind Biel, Orvin, Plateau de Diesse und Twann-Tüscherz.

## Bevölkerung
| Bevölkerungsentwicklung | Bevölkerungsentwicklung |
| Jahr                    | Einwohner               |
| ----------------------- | ----------------------- |
| 1850                    | 365                     |
| 1900                    | 560                     |
| 1910                    | 633                     |
| 1930                    | 870                     |
| 1950                    | 1112                    |
| 1960                    | 1467                    |
| 1970                    | 1914                    |
| 1980                    | 2275                    |
| 1990                    | 2360                    |
| 2000                    | 2376                    |
| 2011                    | 2445                    |
| 2018                    | 2674                    |
| 2023                    | 2684                    |

Mit 2684 Einwohnern (Stand 31. Dezember 2023) gehört Evilard zu den grösseren Gemeinden des Berner Juras. Die Bevölkerungszahl von Evilard verzeichnete vor allem Mitte des 20. Jahrhunderts markante Zuwachsraten. Seit 1980 werden nur noch geringe Schwankungen registriert.
Wegen der vielen Zuzüger aus dem deutschsprachigen Gebiet des Kantons Bern bilden die Deutschsprachigen heute eine Mehrheit. Während im Ortsteil Magglingen mehrheitlich Deutsch gesprochen wird, sind im Ortsteil Leubringen beide Sprachgruppen ungefähr hälftig vertreten. Von den Bewohnern der Gesamtgemeinde waren gemäss der Volkszählung von 2000 60 % deutschsprachig und 34 % französischsprachig; zu Beginn des 20. Jahrhunderts lauteten die Verhältnisse noch 57 % französisch- zu 39 % deutschsprachig.
Die Gemeinde unterstützt die Zweisprachigkeit. Die Gemeindeverwaltung Evilard verfasst alle wichtigen Dokumente wie die Botschaft vor der Gemeindeversammlung, Verordnungen, Reglement und Leitlinien, das Infobulletin, Umfragen, die Gemeindebroschüre etc. in den beiden Amtssprachen und wendet sich mündlich und schriftlich an den Kunden in dessen Sprache. Sie verfügt über einen Übersetzungsdienst. Die Behördenmitglieder und das Gemeindepersonal sind zweisprachig oder beherrschen beide Sprachen gut.

## Politik
Die Stimmenanteile der Parteien anlässlich der Nationalratswahl 2023 betrugen: SP 26,2 % (+7,9 %), GPS 19,0 % (−5,2 %), FDP 16,5 % (+0,1 %), SVP 13,2 %, glp 12,4 % (−0,4 %), Mitte 5,1 % (−1,3 %), EDU 2,4 % (+0,5 %), EVP 2,4 % (+0,5 %).
Evilard verfügt über zwei Sitze im Conseil des affaires francophones du district bilingue de Bienne, die von der Gemeindeversammlung für jeweils vier Jahre gewählt werden.

## Wirtschaft
Evilard war bis zu Beginn des 20. Jahrhunderts hauptsächlich von der Landwirtschaft geprägt. Seit etwa 1950 entwickelt sich das Dorf mit dem Bau von zahlreichen Einfamilienhäusern allmählich zum Wohnvorort von Biel. Viele Erwerbstätige sind Wegpendler und arbeiten in Biel. Magglingen entwickelte sich dank der sonnigen Hochlage nach 1875 zu einem Luftkurort mit vielen touristischen Einrichtungen. Heute befindet sich in Magglingen das Bundesamt für Sport BASPO, ehemals die Eidgenössische Hochschule für Sport Magglingen (EHSM).

## Verkehr
Die Gemeinde ist verkehrsmässig recht gut erschlossen. Sie ist durch eine Strasse mit Biel und Orvin verbunden. 1898 wurde die Biel-Leubringen-Bahn, eine Standseilbahn von Biel nach Evilard, eröffnet. Bereits seit 1887 ist auch Magglingen durch die Biel-Magglingen-Bahn mit Biel verbunden.

## Geschichte

Luftbild (1954)

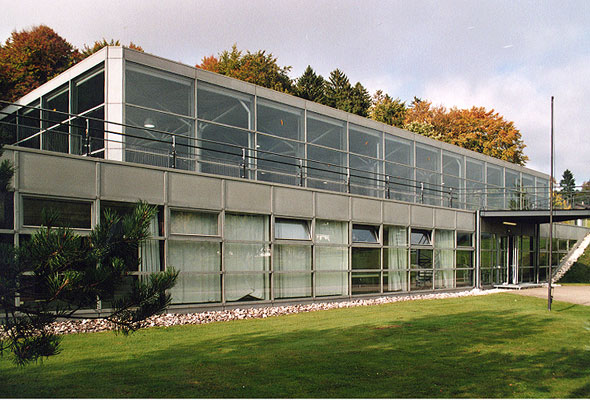
Jubiläumshalle der Sportschule in Magglingen

Die erste schriftliche Erwähnung von Leubringen erfolgte 1300 unter dem Namen Lömeringen, die erste französische 1434 als Eweller. Sowohl dem deutschen wie dem französischen Namen liegt vermutlich ein althochdeutscher Personennamen zugrunde, der im ersten Fall mit dem -ingen-Suffix («bei den Leuten des …»), im letztern Fall mit lat. villare («Gehöft») verbunden ist.
Mehrere Klöster und der Fürstbischof von Basel hatten im Mittelalter Grundbesitz auf dem Gemeindegebiet. Gerichtlich und militärisch unterstand der Ort jedoch der Stadt Biel. Von 1798 bis 1815 gehörte Evilard zu Frankreich und war anfangs Teil des Département Mont-Terrible, das 1800 mit dem Département Haut-Rhin verbunden wurde. Durch den Entscheid des Wiener Kongresses kam der Ort 1815 an den Kanton Bern. Vorerst wurde Evilard dem Oberamt Nidau zugeteilt, 1832 kam es zum Bezirk Biel. Zeitweise stand eine Fusion mit der Stadt Biel zur Debatte, die die Bewohner im Jahr 1902 allerdings ablehnten. Evilard besitzt keine eigene Kirche, es gehörte bis 1821 zur Pfarrei Orvin, seither ist es Teil der Kirchgemeinde Biel.

## Persönlichkeiten
- Willy Burkhard (1900–1955), Komponist
- Valérie Favre (* 1959), Malerin und Kunstprofessorin